# Campionati europei di pugilato dilettanti 1947
I Campionati europei di pugilato dilettanti maschili 1947 si sono tenuti a Dublino, Irlanda, dal 2 al 17 maggio 1947. È stata la 7ª edizione della competizione biennale organizzata dall'EABA dopo la sosta dovuta alla seconda guerra mondiale. 105 pugili da 16 Paesi hanno partecipato alla competizione.

## Podi
| Categoria                 | Oro                  | Argento        | Bronzo             |
| Pesi mosca (kg 51)        | Luis Martinez Zapata | James Clinton  | Frantisek Majdloch |
| Pesi gallo (kg 54)        | Laszlo Bogacs        | Bertil Ahlin   | Peter Sanderson    |
| Pesi piuma (kg 57)        | Kurt Kreuger         | Peter Maguire  | Jules van Dyk      |
| Pesi leggeri (kg 60)      | Joseph Vissers       | Roger Baour    | Svend Wad          |
| Pesi welter (kg 67)       | John Ryan            | Charles Humez  | Giuseppe Facchi    |
| Pesi medi (kg 75)         | Aimé-Joseph Escudie  | Wally Thom     | Július Torma       |
| Pesi mediomassimi (kg 81) | Henrik Quentenmeyer  | Léon Nowiaz    | Vital L'Host       |
| Pesi massimi (kg 81 +)    | Gerry O'Colman       | George Scriven | Giulio Bastiani    |

## Medagliere
Nazione ospitante 
| Posiz. | Nazione        | Oro | Argento | Bronzo | Totale |
| ------ | -------------- | --- | ------- | ------ | ------ |
| 1      | Francia        | 1   | 3       | 0      | 4      |
| 2      | Inghilterra    | 1   | 2       | 1      | 4      |
| 3      | Irlanda        | 1   | 1       | 0      | 2      |
| 3      | Svezia         | 1   | 1       | 0      | 2      |
| 5      | Belgio         | 1   | 0       | 2      | 3      |
| 6      | Ungheria       | 1   | 0       | 0      | 1      |
| 6      | Paesi Bassi    | 1   | 0       | 0      | 1      |
| 6      | Spagna         | 1   | 0       | 0      | 1      |
| 9      | Scozia         | 0   | 1       | 0      | 1      |
| 10     | Cecoslovacchia | 0   | 0       | 2      | 2      |
| 10     | Italia         | 0   | 0       | 2      | 2      |
| 12     | Danimarca      | 0   | 0       | 1      | 1      |
|        | Totale         | 8   | 8       | 8      | 24     |